# Sporsnjall
Sporsnjall (también Fornsnjallr), fue un caudillo vikingo, rey de Nærríki (hoy Närke), Suecia. Se le menciona expresamente en la saga Ynglinga cuando el infame Ingjald invitó a siete prominentes jarls y reyes a un banquete con el único fin de emborracharlos, encerrarlos en la sala de festejos y quemarlos vivos para someter sus territorios. En otras leyendas sobre Närke, aparece posteriormente como Sporsnäll.